# Liste der Baudenkmäler in Schneckenlohe
Auf dieser Seite sind die Baudenkmäler in der oberfränkischen Gemeinde Schneckenlohe zusammengestellt. Diese Tabelle ist eine Teilliste der Liste der Baudenkmäler in Bayern. Grundlage ist die Bayerische Denkmalliste, die auf Basis des Bayerischen Denkmalschutzgesetzes vom 1. Oktober 1973 erstmals erstellt wurde und seither durch das Bayerische Landesamt für Denkmalpflege geführt wird. Die folgenden Angaben ersetzen nicht die rechtsverbindliche Auskunft der Denkmalschutzbehörde.

Diese Liste gibt den Fortschreibungsstand vom 29. August 2024 wieder und enthält zehn Baudenkmäler.

## Baudenkmäler nach Gemeindeteilen

### Beikheim
| Lage                                                                                 | Objekt                                | Beschreibung | Akten-Nr.             | Bild                                  |
| ------------------------------------------------------------------------------------ | ------------------------------------- | --- | --------------------- | ------------------------------------- |
| Berggasse 2 (Standort)                                                               | Wohnstallhaus, sogenanntes Nonnenhaus | Zweigeschossiger, giebelständiger Krüppelwalmdachbau, Giebel teilweise verschiefert, 1611                                            | D-4-76-171-1 Wikidata | Wohnstallhaus, sogenanntes Nonnenhaus |
| Redwitzer Straße 3 (Standort)                                                        | Wohnhaus                              | Zweigeschossiger Halbwalmdachbau, 1824                                                                                               | D-4-76-171-2 Wikidata | Wohnhaus                              |
| Steinachstraße 3 (Standort)                                                          | Wohnstallhaus                         | Erdgeschossiger, giebelständiger Satteldachbau, Giebelseite verschiefert, 17./18. Jahrhundert                                        | D-4-76-171-3 Wikidata | Wohnstallhaus                         |
| Steinachstraße 12 (Standort)                                                         | Ehemaliges Wohnstallhaus              | Zweigeschossiger Satteldachbau, Obergeschoss und Giebel verschiefertes Fachwerk, erste Hälfte 18. Jahrhundert, Erdgeschoss verändert | D-4-76-171-4 Wikidata | Ehemaliges Wohnstallhaus              |
| Ortsmitte, Kreuzung Mitwitzer Straße, Redwitzer Straße und Steinachstraße (Standort) | Brunnen                               | Fassung und Galgenpfosten aus Sandstein, verschieferte Kuppelhaube, Wappen des Veit von Würtzburg, bezeichnet „1569“                 | D-4-76-171-5 Wikidata | weitere Bilder                        |
| Unweit der Straße nach Schneckenlohe (Standort)                                      | Brücke                                | Einjochig, Sandsteinquader, wohl 18. Jahrhundert                                                                                     | D-4-76-171-6 Wikidata | Brücke                                |
| An der Straße nach Schneckenlohe (Standort)                                          | Felsenkeller                          | Wohl 16. bis 19. Jahrhundert, teilweise verstürzt                                                                                    | D-4-76-171-7 Wikidata | Felsenkeller                          |
| Nördlich des Ortes beim Breite Äcker ()                                              | Sechs Grenzsteine                     | 18. Jahrhundert | D-4-76-171-8 Wikidata | Sechs Grenzsteine                     |

### Mödlitz
| Lage                                                        | Objekt                                                     | Beschreibung | Akten-Nr.                       | Bild                                                       |
| ----------------------------------------------------------- | ---------------------------------------------------------- | --- | ------------------------------- | ---------------------------------------------------------- |
| Zum Bahnhof 7 (Standort)                                    | Ehemalige Bahnstation der Steinachtalbahn, Empfangsgebäude | Zweigeschossiger Satteldachbau mit Fachwerk und Giebelerker, Heimatstil, 1914 bis 1918 nach Plänen der Eisenbahndirektion Erfurt | D-4-76-171-9 Wikidata           | Ehemalige Bahnstation der Steinachtalbahn, Empfangsgebäude |
| Zum Bahnhof 7 (Standort)                                    | Ehemalige Bahnstation der Steinachtalbahn, Güterschuppen   | Erdgeschossiger Fachwerkbau mit flachem Satteldach, Heimatstil, 1914 bis 1918 nach Plänen der Eisenbahndirektion Erfurt          | D-4-76-171-9 zugehörig Wikidata | BW                                                         |
| Zum Bahnhof 7 (Standort)                                    | Ehemalige Bahnstation der Steinachtalbahn, Nebengebäude    | Erdgeschossiger Fachwerkbau mit Satteldach, Heimatstil, 1914 bis 1918 nach Plänen der Eisenbahndirektion Erfurt                  | D-4-76-171-9 zugehörig Wikidata | BW                                                         |
| An der Straße nach Beikheim, unmittelbar neben der B 303 () | Ruhstein                                                   | | D-4-76-171-10 Wikidata          | Ruhstein                                                   |